# Холугаланд

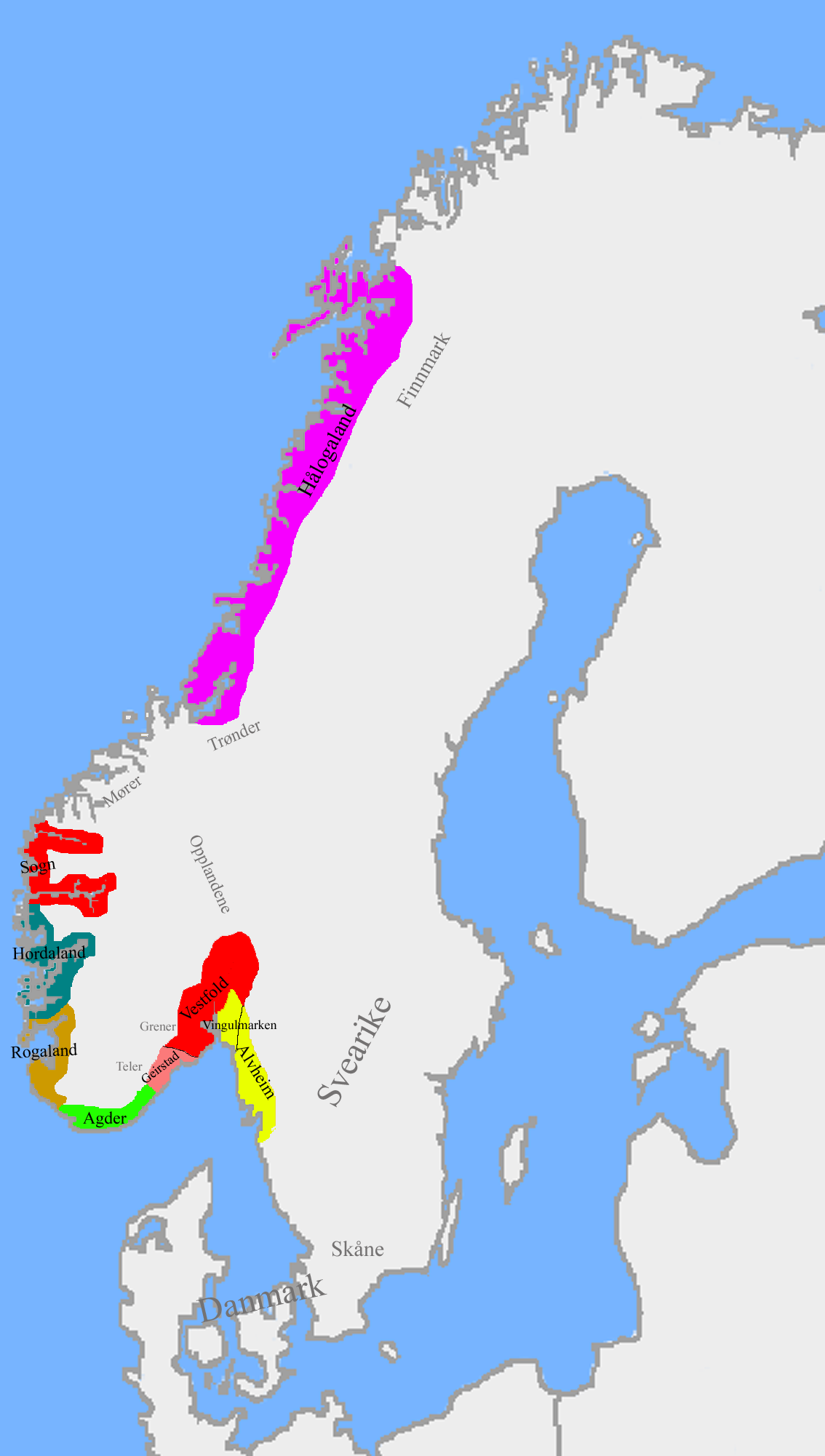
Холугаланд (пурпурный) на карте Скандинавии, IX век

Холугаланд (норв. Hålogaland, возможное написание Халогаланд) — согласно скандинавским сагам, самая северная провинция средневековой Норвегии. В раннюю эпоху викингов, до объединения Норвегии Харальдом Прекрасноволосым, Холугаланд был небольшим королевством, вытянутым вдоль побережья между Намдаленом в Нур-Трёнделаге и Люнгеном в Тромсе под управлением вольных вождей — хёвдингов. Наиболее известным обитателем Холугаланда был, вероятно, Оттар, прославившийся своим путешествием в Бьярмаланд.

## Этимология
Холугаланд часто упоминается в скандинавских сагах, таких, как «Сага об Инглингах» из «Круга земного». Его населяют Háleygja ætt — род или народ Хьёлги (Hǫlgi), эпонимического героя Холугаланда.
На древненорвежском языке название пишется как Hálogaland, т.е. земля háleygr. Значение этнохоронима háleygr неизвестно.